# Ludovico Zuccolo
Ludovico Zuccolo (* 1568 in Faenza nahe Ravenna in Italien; † ca. 1630) war ein italienischer Staatstheoretiker.

## Leben
Zuccolo ist insbesondere für eine frühe Erwähnung des Begriffes der „Staatsräson“ bekannt, nämlich in den „Considerazioni politiche e morali“ von 1621. In dem mit „Della ragion di stato“ überschriebenen Abschnitt argumentiert er, dass die Staatsräson, verstanden als Vorsichtigkeit, sich mit Ehrlichkeit und Gerechtigkeit verbinden lasse.
Seine Bedeutung für die moderne Staatsraison-Forschung begründet sich in der zentralen Rolle, die ihm Benedetto Croce in seinem Buch Storia dell’età barocca in Italia zuerkannte (zuerst 1929 veröffentlicht). Heute stellt zum Beispiel Maurizio Viroli heraus, dass Zuccolo aus den Denkern des 16. und 17. Jahrhunderts darin herausstach, dass er Politik nicht als un- oder amoralisch ansah, sondern man sogar beim Tyrannen von politischer Klugheit reden könne. Viroli erklärt: „[…] prudence was the capacity to decide what was most appropriate for the preservation of the state.“ Viroli kommt aus der Schule von Quentin Skinner und J. G. A. Pocock.
Es gibt nur wenige Informationen über Zuccolos Leben, sowohl die Lebensdaten als auch der Geburtsort sind nicht gesichert. Auch für seinen Namen sind zahlreiche Schreibweisen überliefert. So wird er in der deutschen Rezeption von Friedrich Meinecke als Ludovico Zuccoli bezeichnet, aber auch Ludovicus Zuccolus wird verwendet. Gebräuchliche Formen seines Namens sind Lodovico, Ludvicus und Lodvico. In Deutschland liegt vor allem die lateinische Übersetzung seines Werkes von 1621 durch Johann Garmers als „Dissertation de ratione status“ von 1663 vor, woher die Schreibweise Zuccoli stammt.

## Werke
- Considerazioni politiche e morali sopra cento oracoli d’illustri personaggi antichi. 1621 (lateinisch als „Dissertatio de ratione status“).
- Discorso delle ragioni del numero del verso italiano. 1623.